# Adélaïde d'Autriche
 (avril 2023).
Si vous disposez d'ouvrages ou d'articles de référence ou si vous connaissez des sites web de qualité traitant du thème abordé ici, merci de compléter l'article en donnant les références utiles à sa vérifiabilité et en les liant à la section « Notes et références ».
Adélaïde Marie Josèphe Antoinette Sixta Roberte Ottonie Zita Charlotte Louise Immaculée Pia Thérèse Béatrice Françoise Henriette Isabelle Maximilienne Geneviève Ignatia Marc d'Aviano de Habsbourg-Lorraine, archiduchesse d'Autriche, princesse de Hongrie et de Bohême, est née le 3 janvier 1914 au château de Hetzendorf, et est morte le 3 octobre 1971 à Pöcking, en Bavière. 
Arrière-petite-nièce de François-Joseph Ier, empereur d'Autriche et roi de Hongrie, deuxième enfant de l'archiduc Charles, François-Joseph d'Autriche et de son épouse la princesse Zita de Bourbon-Parme, elle fut baptisée le 7 janvier 1914 par l'archevêque de Vienne, Mgr Friedrich Gustav Piffl. Elle reçut pour parrain son oncle maternel le prince Sixte de Bourbon-Parme, et pour marraine sa grand-mère paternelle, l'archiduchesse Marie-Josèphe de Saxe.

## La guerre
Quelques mois après sa naissance, le 28 juin 1914, son grand-oncle l'archiduc-héritier François-Ferdinand est assassiné, son père, à peine âgé de 26 ans, devient brutalement héritier du trône alors que l'Europe sombre dans la Première Guerre mondiale. 
L'archiduc Charles doit partager son temps entre le front où, en tant que jeune officier, sa présence est obligatoire et Vienne où ses fonctions d'héritier du trône d'un empereur âgé l'appellent. Le jeune archiduc-héritier, qui pensait accéder au trône vers 1940 doit aussi recevoir une formation accélérée. Le vieil empereur nourrit une profonde affection pour son héritier, jeune homme pieux et droit. 
Les naissances se succèdent au sein d'une famille unie. L'archiduc Robert naît en 1915, l'archiduc Félix en 1916. 
Le 21 novembre 1916, l'empereur François-Joseph Ier d'Autriche meurt à 86 ans après soixante-huit années de règne, l'archiduc Charles devient empereur et roi. Il n'a que 29 ans. Sa jeunesse, sa vie maritale irréprochable, son souci de la misère du peuple et sa recherche active d'une paix de compromis lui aliènent une partie de la noblesse, de la haute bourgeoise et du gouvernement allié allemand qui tente de resserrer son emprise sur l'armée de la double-monarchie. 
Le jeune empereur se fait parfois accompagner de son fils aîné l'archiduc-héritier Otto de Habsbourg-Lorraine  et de l'archiduchesse Adélaïde lors d'inspection des troupes. 
En 1918 naît l'archiduc Charles-Louis.

## L'exil

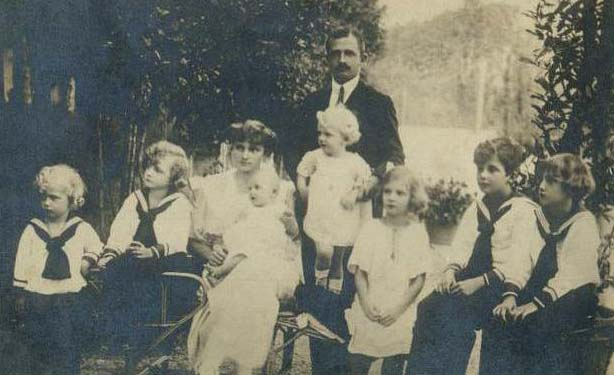
La famille impériale en exil en Suisse (1921)

En novembre 1918, la défaite de l'Empire austro-hongrois étant consommée, l'empereur et roi fut contraint de renoncer à ses pouvoirs. L'empire est ensuite démantelé et l'Autriche et la Hongrie deviennent des républiques indépendantes l'une de l'autre. En 1919, Adélaïde et sa famille furent envoyés en exil tout d'abord en Suisse puis, après deux échecs de l'ex-empereur pour reconquérir le trône de Hongrie, à Madère. 
En 1919 naît l'archiduc Rodolphe, en 1921 l'archiduchesse Charlotte.

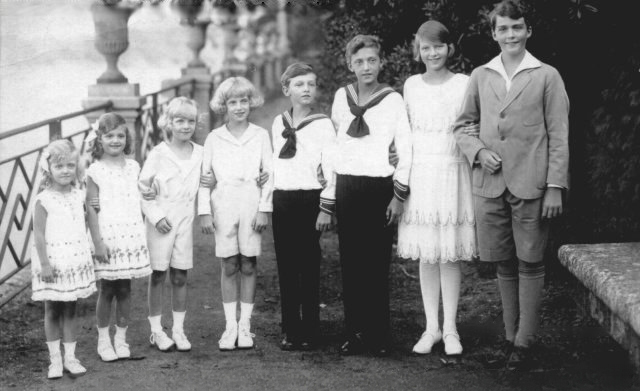
Les enfants impériaux et royaux vers 1925

A Madère, la famille impériale, entourée de quelques fidèles, vit dans une maison sise sur les hauteurs. le gouvernement Autrichien ayant confisqué les biens de la dynastie, la vie est frugale avant de devenir de plus en plus difficile ; Le soutien du roi d'Espagne, cousin de l'impératrice est insuffisant. 

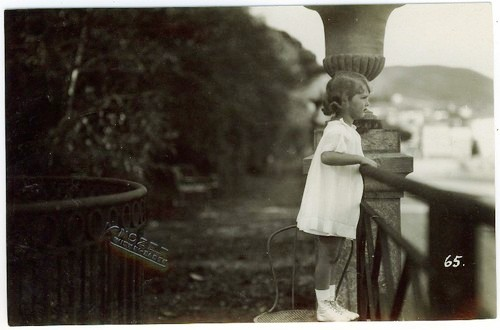
Adélaïde en 1922.

Le 9 mars 1922, l'ex-empereur se rend en ville avec Adélaïde et Otto, pour acheter des jouets pour l'anniversaire de l'archiduc Charles Louis. Sur le chemin du retour, à cause de la brume et des efforts fournis pendant la montée, il attrape un rhume qui se transforme en pneumonie. Il meurt le 1er avril 1922 à l'âge de 34 ans laissant l'impératrice enceinte de huit mois et ses sept enfants. 
Quelques semaines après la mort de son époux, le jeune impératrice douairière met au monde l'archiduchesse Élisabeth. 
La famille impériale et royale quitte Madère pour l'Espagne.

## L'émigration
En décembre 1933, l'archiduchesse Adélaïde, âgée de 19 ans, fut le premier membre de sa famille à fouler le sol autrichien depuis la création de la République. Adélaïde a étudié a l'Université de Louvain où elle obtient son doctorat en 1938. 
Au cours de la Seconde Guerre mondiale, elle émigra, comme la plupart des membres de sa famille, aux États-Unis pour échapper aux nazis. 
À la fin de la Seconde Guerre mondiale, elle repart en Europe. Elle meurt en Bavière en 1971.